# 硝酸銣
硝酸銣（英文：Rubidium nitrate）是一種無機化合物，屬於硝酸鹽，由氮、銣、氧組成，為一種鹽類，其化學式為RbNO3。硝酸銣是无色晶体，在水中有相當高的高溶解度。

## 性質
硝酸銣是一種白色結晶性粉末，極易溶於水和極微溶於丙酮。硝酸銣的焰色為紫紅色/淺紫色。

### 晶體結構
硝酸銣形式無色、高吸濕性三角晶體的晶體結構，空間群為P31m，晶格參數為 a =1047pm、c=745pm。每單位晶胞有四個單位，易溶於水。該晶體的折射率為 nD=1.524。
硝酸銣還有2種不同的結構，轉變溫度為161.4°C和219°C

### 溶解度

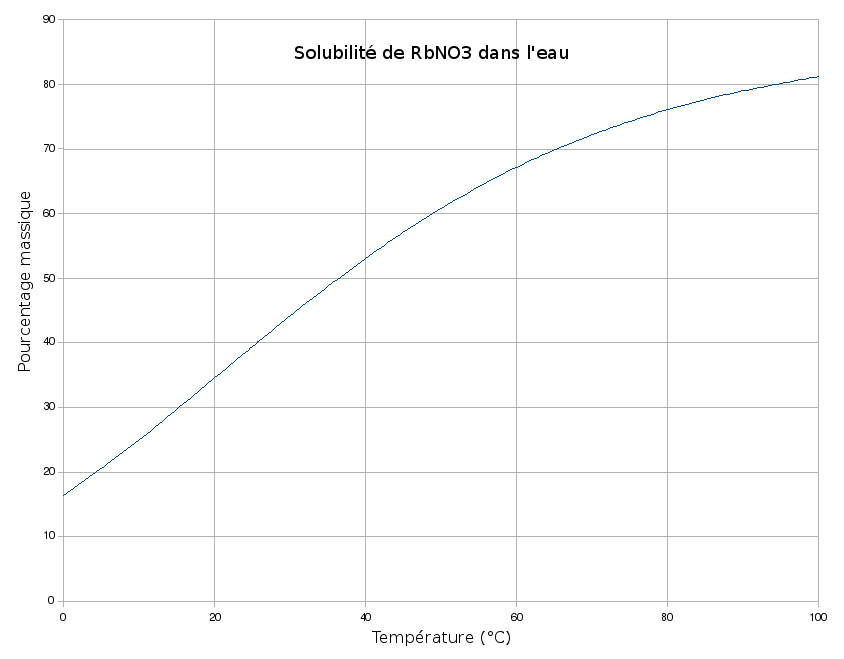
硝酸銣在水中的溶解度

硝酸銣在水中的溶解度如圖。

### 化學性質
硝酸銣是一種強氧化劑，加熱時，分解成亞硝酸銣和氧氣:
2RbNO3 → 2RbNO2 + O2↑ 
用硝酸处理中性的硝酸銣，會生成酸式盐RbH(NO3)2（熔點 62 °C）和RbH2(NO3)3（熔點 39 - 46 °C）。

## 制備
可用氫氧化銣與硝酸反應生成硝酸銣而制得
RbOH + HNO3 → RbNO3 + H2O
也可用銣直接與硝酸反應生成硝酸銣而制得
2Rb + 2HNO3 → 2RbNO3 + H2↑ 